# Philenora oecophorella
Philenora oecophorella là một loài bướm đêm thuộc phân họ Arctiinae, họ Erebidae.